# Zombori László (festő)
Zombori László (Szeged, 1937–) festőművész.

## Pályafutása
Gyermekkorában a móravárosi Hajnal utcában élt szüleivel és bátyjával. Rajztanárnője, Holló Mihályné már az általános iskolában felfigyelt tehetségére és a képzőművészeti pálya felé terelgette. A Radnóti Miklós Gimnáziumban érettségizett, középiskolás évei alatt a városi képzőművészeti szabadiskolába járt rajzolni és festeni. A szabadiskolában Vinkler László, Dorogi, Erdélyi, Tápai tanította, az iskola vezetője Vlasits Károly volt.
A Pedagógiai Főiskolán is Vinkler László irányításával végezte tanulmányait, 1958-ban földrajz–rajz szakon kapott diplomát. Friss diplomásként négy évig Csongrádon, ezt követően Szegeden tanított.
1979-től csak a festészettel foglalkozik. Tagja a Művészeti Alapnak, majd jogutódjának, a MAOE-nek és a Magyar Képzőművészek Szövetségének, valamint a Szög-Art Képzőművészeti Egyesület alapító tagja.
1962-ben, 1968-ban, 1970-ben, 1974-ben és 1995-ben a Szegedi Nyári Tárlatokon festészeti díjat nyert. 1975-ben Juhász Gyula-díjat, 1977-ben a Koszta-plakettet, 1979-ben Szeged város alkotói díját nyerte el.
Számos önálló kiállítást rendezett, valamint több kollektív hazai és külföldi kiállításon vett részt.

## Jelentősebb egyéni tárlatok
- Szeged, Móra Ferenc Múzeum (1968)
- Hódmezővásárhely, Tornyai János Múzeum (1968)
- Csongrád, Művelődési Ház (1971)
- Szeged, Gulácsy terem (1972)
- Budapest, Mednyánszky Terem (1974)
- Miskolc, Szőnyi István terem (1977)
- Budapest, Derkovits Terem (1980)
- Szekszárd, Béri Balogh Ádám Múzeum (1981)
- Pécs, Ferenczi Terem (1982)
- Veszprém (1985)
- Szeged, Kálvária Galéria (1994)
- Szeged, Gulácsy Galéria (2005)
- Csongrád, Városi Galéria (2006)
- Szeged, EDF Galéria (2012)
- Szeged, Móricz Zsigmond Művelődési Hát (2016)
- Szegedi Akadémiai Bizottság Székháza (2017)
- Szeged, Móravárosi kerti tárlat  (2019)
- Szegedi Akadémiai Bizottság Székháza (2022)

## Válogatott csoportos kiállítások
- Szegedi képzőművészek tárlata, Magyar Nemzeti Galéria, Budapest  (1967)
- Vásárhelyi Őszi Tárlat, Tornyai János Múzeum, Hódmezővásárhely (1969–90)
- XI–XVI. Nyári Tárlat, Móra Ferenc Múzeum Képtára, Szeged (1970–75)
- I–II. Táblaképfestészeti Biennálé, Móra Ferenc Múzeum, Szeged (1983, 1985)
- Szeged képzőművészete, Móra Ferenc Múzeum Képtára, Szeged (1986)
- Szegedi festők, Móra Ferenc Múzeum Képtára, Szeged (1997)
- Hévíz, Gróf I. Festetics György Muzeális Gyűjtemény (2013)

## Külföldi kollektív tárlatok
Finnország (Turku), Franciaország (Párizs, Nizza), Németország (Stuttgart, Berlin), Olaszország (Róma), Lengyelország (Łódź), Jugoszlávia, Szlovénia, Szerbia (Novi Sad, Szabadka, Maribor), Temesvár, Ukrajna (Odessza), Temesvár

## Művek közgyűjteményekben
- Móra Ferenc Múzeum, Szeged

## Köztéri művei
- Szeged múltja és jelene (táblakép, 1970, Szeged, Városháza díszterme)
- képsorozat (táblaképek, 1975, Szeged, Étterem)
- Család (táblakép, 1984, Nagymágocs, Házasságkötő Terem)